# 平原站
平原站，位于中华人民共和国山东省德州市平原县龙门街道站东路，是京沪铁路上的火车站，建于1910年。车站由中国铁路济南局集团济南车务段管辖，为三等站，办理快慢客车旅客乘降、行李包裹托运等业务，同时办理整车货物的到发业务。

## 车站结构

### 站房
平原站站房面积南北长54米，东西宽17.3米，建筑面积约9300平方米，采用一高两低的传统建筑格局。2010年被列入第二批平原县文物保护单位，2016年又被列入德州市第三批市级文物保护单位。站房内候车室面积469平方米，可容纳300名旅客。

### 站场
平原站设有2座客运站台、2条正线、4条到发线；车站货场面积19791平方米，设有2座货运站台和4条货运线，另设有通往先通物流、济南铁路经营集团有限公司平原物流中心（平原无水港）和山东省棉麻公司平原采购供应站的专用线3条。
| 1站台 侧式站台 |                               |
| 4道            | 京沪铁路 往北京方向（三唐站） |
| 正线           | 京沪铁路 上行列车通过线       |
| 正线           | 京沪铁路 下行列车通过线       |
| 2站台 岛式站台 |                               |
| 3道            | 京沪铁路 往上海方向（张庄站） |
| 5道            | 京沪铁路列车                  |
|                | 车站货场                      |

## 車站周邊
- 平原县粮食局
- 平原县实验小学
- 平原县人民法院
- 中国银行中银分理处
- 中国邮政平原县邮政局
- 平原鑫豪假日酒店
- 琵琶湾公园